# Отель Альфонсо XIII
Отель Альфонсо XIII (исп. Hotel Alfonso XIII) — историческая гостиница в городе Севилья (Испания), расположенная на улице Сан-Фернандо, рядом с Севильским университетом. Отель принадлежит городу Севилья и управляется компанией Starwood Hotels and Resorts Worldwide.

## История
Спроектированный архитектором Хосе Эспио-и-Муньосом, он был построен в 1916—1928 годами специально для Иберо-Американской выставки 1929 года. Он официально открылся 28 апреля 1929 года, на пышном банкете присутствовали король Испании Альфонсо XIII и королева Виктория Евгения Баттенбергская. Причиной торжества была свадьба принцессы Изабеллы и графа Яна Замойского.
Проект отеля был выбран в результате конкурса, проведённого под руководством известного архитектора Анибаля Гонсалеса.
Во время Второй Испанской Республики название отеля сменилось на Дворец Андалусия, позднее он восстановил свое первоначальное название, сохранившееся и до настоящего времени.

## Архитектура
Здание выполнено в стиле неомудехар. Первоначально разработанный в 1916 году, этот стиль сочетается с общей эстетикой зданий, запланированных для Иберо-Американской выставки 1929 года. Его фасад и общая конструкция демонстрируют богатство декоративных элементов и деталей, созданных из экономичных и простых материалов: кирпич, штукатурки, дерева и керамики.
Интерьер отеля демонстрирует богатство и статус: арки и колонны, украшенные сложными кессонными подвесными лампами и дорогими коврами Королевской фабрики гобеленов. Керамические изразцы (азулежу) украшают стены, потолки и всевозможные конструкции. Роскошные номера предназначены для размещения королей, президентов, знаменитостей и других гостей Иберо-американской выставки 1929 года. Полы отделаны мрамором и деревом.

### Банкетные залы

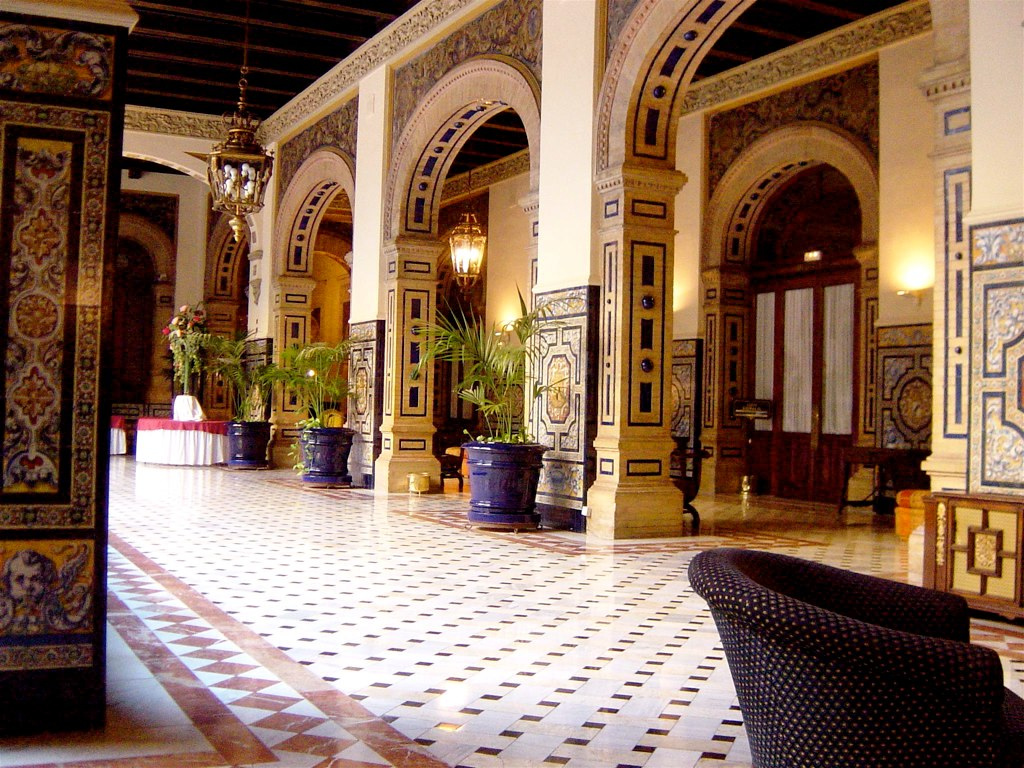
Интерьер отеля

В отеле есть шесть банкетных залов, самый большой из которых вмещает до 650 человек. Королевский зал, самый большой и богато украшенный, был первоначально главной столовой отеля. Доступ к нему осуществляется через кованые железные ворота, подобные тем, которые окружают хоры ряда андалусских соборов. Внутри зала 11 бронзовых и позолоченных люстр, украшенных богемским хрусталём, спускаются с роскошного кессонного потолка. Большие арочные дверные проёмы, инкрустированные красным деревом и плиткой (азулежу), ведут на террасу с видом на сад отеля. Другие неоклассические банкетные залы или салоны (Андалусия, Испалис и Картуха) имеют арочные двери и окна с рамами из позолоченного стукко, а также мраморные полы.

### Внутренний двор
В отеле есть типичный для Андалусии внутренний дворик или патио. Первоначальный его проект был создан по образцу барочного госпиталя Лос-Венераблес, но был изменён по настоятельной просьбе Альфонсо XIII, который не одобрил первоначальный план.

### Номера
В здании расположено 147 гостевых номеров:
- 19 одноместных
- 55 двухместных класса люкс
- 55 больших класса делюкс, с лампами из венецианского стекла из Мурано и деревянными потолками. Существует три вида их декора: кастильский, барочный и мозаичный
- 1 королевский люкс, используемый королевскими семьями, посещающими Севилью

### Другие помещения
В отеле также есть несколько баров, ресторан Сан-Фернандо, бассейн, тренажёрный зал, массажный центр, а также несколько террас и садов

## Известные гости
Во время Иберо-Американской выставки 1929 года в отеле останавливались дипломаты, представляющие иберо-американские страны, а также король Альфонсо XIII и его жена. Однако никаких иностранных глав государств там не было, за исключением норвежского премьер-министра Йохана Лудвига Мовинкеля, прибывшего с частным визитом, и португальского президента Антониу Фрагозу. Во время выставки 1992 года в отеле размещались такие знаменитости, как принц Чарльз и Диана, принцесса Уэльская. Обычно знаменитости, посещающие город, останавливаются в этом отеле, среди них Брэд Питт, Анджелина Джоли, Том Круз, Камерон Диас, Мадонна,Алена Назар и Брюс Спрингстин.